# تحليلات صناعية شاملة
يمثل منهج التحليلات الصناعية الشاملة حلاً كليًا قائمًا على التحليل والاستشارة للمشكلات التي تتم مواجهتها في أي مرحلة من مراحل عملية التصنيع. وهو يختلف عن المنهج التحليلي التقليدي الذي يُحدد المشكلة بشكلٍ روتيني ويضع تقريرًا بالبيانات من حيث أنه يهدف إلى فهم المشكلة وتفسير البيانات واستخدام تلك العناصر لمنع وقوع المشكلة مرة أخرى. وبذلك، يكون هذا المنهج تكهنيًا وتشخيصيًا في نفس الوقت. وفي أشمل معانيه، فإنه عبارة عن منهج شامل يفحص كل خطوة في دورة حياة المُنتج بدءًا من البحث والتطوير (R&D) وحتى الوصول إلى المنتج النهائي وما يلي ذلك من التنبؤ بمشاكل التصنيع وتحديدها ومنعها وحلها.

## المختبر المستقل للتحليلات الصناعية الشاملة
إن أي مختبر للخدمات الاحترافية يقدم التحليلات الصناعية الشاملة يعد امتدادًا للمنظمة العلمية التي تخدم العميل. فهو يتكامل مع عمليات العميل ويشترك معها في الجوانب الثلاثة التي تضُم جميع الخطوات في دورة حياة المُنتج، وهي: البحث والتطوير (R&D) والصحة البيئية والسلامة (EH&S) وضبط الجودة (QA/QC). ومن خلال فحص كل خطوة من خطوات عملية التصنيع في ضوء جانب واحد من هذه الجوانب أو أكثر، يحصل المُختبر على البيانات التي يحتاجها لدعم مواد جهة التصنيع وعملياتها ومنتجاتها قبل التطوير وأثناء العملية وفي المنتج النهائي. ويستخدم مُختبر التحليلات الصناعية الشاملة جميع الموارد المُتاحة بما في ذلك تحقيق الترابط بين الخبرات الفنية والتكنولوجيا غير التقليدية واستخدام أساليب معيارية معتمدة بالإضافة إلى تحديد إجراءات جديدة.

### البحث والتطوير (R&D)
يعمل مُختبر التحليلات الصناعية الشاملة إما كشريك للبحث والتطوير أو كمتعهد مستقل يتم اختياره لخبرات فنية مُحددة. وعند العمل كشريك صناعي، يشارك المُختبر في أولى مراحل تطوير المُنتج حيث يقدم المشورة في اختيار المواد الخام وتحديد المواصفات. وفي دور الخبير الخارجي، يعمل موظفو المُختبر وموارده على استكمال قدرات العميل داخل المُختبر. وكجزءٍ لا يتجزأ من خدمة البحث والتطوير المُقدَّمة، يتمتع مُختبر التحليلات الصناعية الشاملة بإمكانية تحديد السبب الجذري لـالإخفاق في أية خطوة من خطوات العملية في الصناعات التي تتراوح من تكنولوجيا النانو إلى تصنيع الصلب.

### الصحة البيئية والسلامة (EH&S)
إن مختبر التحليلات الصناعية الشاملة يساعد الصناعة في تفسير المبادئ التوجيهية واللوائح الحكومية وتطبيقها في جميع مراحل عملية التصنيع. ويوصي المُختبر بالتدابير اللازمة لمعالجة المخاوف البيئية لكل من العُمَّال والمنتج. ويمكن للمُختبر أيضًا تحديد مصادر الملوثات أثناء عملية التصنيع التي قد تؤثر على بيئة العمل ويمكنه تصميم طريقة أخذ العينات وخطط التجميع لمراقبة تلك العملية.

### تقييم الجودة وضبط الجودة (QA/QC)
يعمل مُختبر التحليلات الصناعية الشاملة مع جهة التصنيع من أجل التصدي لمشاكل الجودة بشكل استباقيٍّ أثناء عملية التصنيع وأيضًا مشكلات ما بعد الإنتاج المُتعلقة بسحب المنتج أو مطالبات الضمان أو المسؤولية القانونية عن المنتجات. وتتوافر لدى المُختبر الموارد اللازمة لدعم التقاضي.

## وصلات خارجية
- http://www.rdmag.com/Featured-Articles/2009/12/Policy-And-Industry-Global-Funding-Report-A-Battelle-Perspective-On-Innovation/
- http://www.ingentaconnect.com/content/iri/rtm/2007/00000050/00000001/art00006